# Corydoras
Corydoras је род слатководних сомова који припадају породици Callichthyidae и потпородици Corydoradinae. Овај род је више распрострањен од свих других у Callichthyidae. Пописани су у Јужној Америци, где се налазе источно од Анда до обале Атлантског океана, од острва Тринидад до естуара Рио де ла Плата у Аргентини. Corydoras има врло специфичан облик тела, изузетно су мале, расту од 2,5 до 12 cm и заштићене су од грабљивица оклопом и оштрим, обично отровним бодљама.

## Таксономија
Име Corydoras потиче од грчке речи cory што значи кацига и doras што означава кожу. Corydoras је далеко највећи род неотропских риба са више од 160 врста и једини род у реду Corydoradini. C. difluviatilis је препозната као основна врста Corydoras и показује неколико плезиоморфних карактеристика у поређењу са другим врстама. Неколико стотина врста овог рода још није класификовано, али их чувају акваристи. Све ове врсте добиле су „ц” бројеве који је првобитно осмислио Ханс Жорж Еверс за немачки часопис о риболову из 1993. године. Године 2006. додељена су 153 „ц” броја, од којих су 32 добила одговарајућа научна имена. Врсте C. barbatus, C. macropterus и C. prionotos су данас разврстане и припадају роду Scleromystax.

## Екологија
Corydoras обично настањују мање потоке у близини велиих река, као и мочваре и језера. Аутохтони су у мирним потоцима и малим рекама Јужне Америке, где је вода плитка и мутна. Већина врста живе на дну, хране се песком или шљунком. Посебно настањују обале потока које су прекривене густим растињем биљака. Corydoras могу да толеришу само малу количину соли (неке врсте уопште) и не насељавају воде где је изражен утицај плиме. Често се виђају у плићацима. Већина врста креће се у групама, неке чак и међу стотину или пар хиљада јединки обично једне врсте, али се повремено мешају и са другим врстама. За разлику од већине сомова, који су активни ноћу, ове врсте углавном су активне дању.
Главна храна Corydoras су инсекти и њихове ларве, разни црви, као и неке биљке, а хране се и месом мртвих риба. Corydoras усисавају храну.
Овај род риба добро је познат међу акваристима, због њиховог специфичног изгледа. Добро се прилагођавају тропским слатководним акваријумима, добро се слажу са другим врстама и нису агресивни. Такође, Corydoras могу поднети различите водене услове, па чак и оне који нису тропски, а не успевају у резерватима са високим нивоом нитрата. Иако су углавном активне дању, забележено је њихово кретање и ноћу. Примећена је дуговечност овог рода у акваријуму, где могу да живе до 27 година, а 20 година у природи.

## Врсте
Укупно је пописана 161 врста овог рода и то:
- Corydoras acrensis Nijssen, 1972
- Corydoras acutus Cope, 1872
- Corydoras adolfoi W. E. Burgess, 1982
- Corydoras aeneus (T. N. Gill, 1858)
- Corydoras agassizii Steindachner, 1876
- Corydoras albolineatus Knaack, 2004
- Corydoras amandajanea Sands, 1995
- Corydoras amapaensis Nijssen, 1972
- Corydoras ambiacus Cope, 1872
- Corydoras amphibelus Cope, 1872
- Corydoras apiaka Espíndola, M. R. S. Soares, L. R. Rosa & M. R. Britto, 2014 [13]
- Corydoras approuaguensis Nijssen & Isbrücker, 1983
- Corydoras araguaiaensis Sands, 1990 [14]
- Corydoras arcuatus Elwin, 1938
- Corydoras areio Knaack, 2000
- Corydoras armatus (Günther, 1868)
- Corydoras atropersonatus S. H. Weitzman & Nijssen, 1970
- Corydoras aurofrenatus C. H. Eigenmann & C. H. Kennedy, 1903
- Corydoras axelrodi Rössel, 1962
- Corydoras baderi Geisler, 1969
- Corydoras bicolor Nijssen & Isbrücker, 1967
- Corydoras bifasciatus Nijssen, 1972
- Corydoras bilineatus Knaack, 2002
- Corydoras blochi Nijssen, 1971
- Corydoras boehlkei Nijssen & Isbrücker, 1982
- Corydoras boesemani Nijssen & Isbrücker, 1967
- Corydoras bondi Gosline, 1940
- Corydoras breei Isbrücker & Nijssen, 1992
- Corydoras brevirostris Fraser-Brunner, 1947
- Corydoras britskii (Nijssen & Isbrücker, 1983)
- Corydoras brittoi Tencatt & Ohara, 2016 [15]
- Corydoras burgessi H. R. Axelrod, 1987
- Corydoras carlae Nijssen & Isbrücker, 1983
- Corydoras caudimaculatus Rössel, 1961 (Tail-spot corydoras)
- Corydoras cervinus Rössel, 1962
- Corydoras cochui G. S. Myers & S. H. Weitzman, 1954
- Corydoras concolor S. H. Weitzman, 1961
- Corydoras condiscipulus Nijssen & Isbrücker, 1980
- Corydoras copei Nijssen & Isbrücker, 1986
- Corydoras coppenamensis Nijssen, 1970
- Corydoras coriatae W. E. Burgess, 1997
- Corydoras cortesi D. M. Castro, 1987 [16]
- Corydoras costai Ottoni, Barbosa & Katz, 2016 [17]
- Corydoras crimmeni S. Grant, 1997
- Corydoras cruziensis Knaack, 2002
- Corydoras crypticus Sands, 1995
- Corydoras davidsandsi B. K. Black, 1987 (Sands's corydoras)
- Corydoras delphax Nijssen & Isbrücker, 1983
- Corydoras difluviatilis M. R. Britto & R. M. C. Castro, 2002
- Corydoras diphyes Axenrot & S. O. Kullander, 2003
- Corydoras duplicareus Sands, 1995
- Corydoras ehrhardti Steindachner, 1910
- Corydoras elegans Steindachner, 1876
- Corydoras ellisae Gosline, 1940
- Corydoras ephippifer Nijssen, 1972
- Corydoras eques Steindachner, 1876
- Corydoras esperanzae D. M. Castro, 1987
- Corydoras evelynae Rössel, 1963
- Corydoras eversi Tencatt & M. R. Britto, 2016 [14]
- Corydoras filamentosus Nijssen & Isbrücker, 1983
- Corydoras flaveolus R. Ihering (pt), 1911
- Corydoras fowleri J. E. Böhlke, 1950
- Corydoras froehlichi Tencatt, M. R. Britto & Pavanelli, 2016 [18]
- Corydoras garbei R. Ihering, 1911
- Corydoras geoffroy Lacépède, 1803
- Corydoras geryi Nijssen & Isbrücker, 1983
- Corydoras gladysae Calviño & F. Alonso, 2010
- Corydoras gomezi D. M. Castro, 1986
- Corydoras gossei Nijssen, 1972
- Corydoras gracilis Nijssen & Isbrücker, 1976
- Corydoras griseus Holly, 1940
- Corydoras gryphus Tencatt, M. R. Britto & Pavanelli, 2014 [19]
- Corydoras guapore Knaack, 1961 [20]
- Corydoras guianensis Nijssen, 1970
- Corydoras habrosus S. H. Weitzman, 1960
- Corydoras haraldschultzi Knaack, 1962
- Corydoras hastatus C. H. Eigenmann & R. S. Eigenmann, 1888
- Corydoras hephaestus Ohara, Tencatt & M. R. Britto, 2016 [21]
- Corydoras heteromorphus Nijssen, 1970
- Corydoras imitator Nijssen & Isbrücker, 1983
- Corydoras incolicana W. E. Burgess, 1993
- Corydoras isbrueckeri Knaack, 2004
- Corydoras julii Steindachner, 1906 (Leopard corydoras)
- Corydoras kanei S. Grant, 1998
- Corydoras knaacki Tencatt & Evers, 2016 [22]
- Corydoras lacerdai Hieronimus, 1995
- Corydoras lacrimostigmata Tencatt, M. R. Britto & Pavanelli, 2014 [23]
- Corydoras lamberti Nijssen & Isbrücker, 1986
- Corydoras latus N. E. Pearson, 1924
- Corydoras leopardus G. S. Myers, 1933
- Corydoras leucomelas C. H. Eigenmann & W. R. Allen, 1942
- Corydoras longipinnis Knaack, 2007
- Corydoras loretoensis Nijssen & Isbrücker, 1986
- Corydoras loxozonus Nijssen & Isbrücker, 1983
- Corydoras lymnades Tencatt, Vera-Alcaraz, M. R. Britto & Pavanelli, 2013 [24]
- Corydoras maculifer Nijssen & Isbrücker, 1971 (Dotted corydoras)
- Corydoras mamore Knaack, 2002
- Corydoras melanistius Regan, 1912
- Corydoras melanotaenia Regan, 1912
- Corydoras melini Lönnberg & Rendahl (de), 1930 (Bandit corydoras)
- Corydoras metae C. H. Eigenmann, 1914
- Corydoras micracanthus Regan, 1912
- Corydoras microcephalus Regan, 1912
- Corydoras multimaculatus Steindachner, 1907
- Corydoras multiradiatus (Orcés-V. (es), 1960) [14]
- Corydoras nanus Nijssen & Isbrücker, 1967
- Corydoras napoensis Nijssen & Isbrücker, 1986
- Corydoras narcissus Nijssen & Isbrücker, 1980
- Corydoras nattereri Steindachner, 1876
- Corydoras negro Knaack, 2004
- Corydoras nijsseni Sands, 1989
- Corydoras noelkempffi Knaack, 2004
- Corydoras oiapoquensis Nijssen, 1972
- Corydoras ornatus Nijssen & Isbrücker, 1976
- Corydoras orphnopterus S. H. Weitzman & Nijssen, 1970
- Corydoras ortegai M. R. Britto, F. C. T. Lima & M. H. Hidalgo, 2007
- Corydoras osteocarus J. E. Böhlke, 1951
- Corydoras ourastigma Nijssen, 1972
- Corydoras oxyrhynchus Nijssen & Isbrücker, 1967
- Corydoras paleatus (L. Jenyns, 1842) [18]
- Corydoras panda Nijssen & Isbrücker, 1971
- Corydoras pantanalensis Knaack, 2001
- Corydoras paragua Knaack, 2004
- Corydoras parallelus W. E. Burgess, 1993
- Corydoras pastazensis S. H. Weitzman, 1963
- Corydoras paucerna Knaack, 2004
- Corydoras pavanelliae Tencatt & Ohara, 2016 [15]
- Corydoras petracinii Calviño & F. Alonso, 2010
- Corydoras pinheiroi Dinkelmeyer, 1995
- Corydoras polystictus Regan, 1912
- Corydoras potaroensis G. S. Myers, 1927
- Corydoras pulcher Isbrücker & Nijssen, 1973
- Corydoras punctatus (Bloch, 1794) (Spot-fin corydoras)
- Corydoras pygmaeus Knaack, 1966
- Corydoras rabauti La Monte, 1941
- Corydoras reticulatus Fraser-Brunner, 1938
- Corydoras reynoldsi G. S. Myers & S. H. Weitzman, 1960
- Corydoras robineae W. E. Burgess, 1983
- Corydoras robustus Nijssen & Isbrücker, 1980
- Corydoras sanchesi Nijssen & Isbrücker, 1967
- Corydoras saramaccensis Nijssen, 1970
- Corydoras sarareensis Dinkelmeyer, 1995
- Corydoras schwartzi Rössel, 1963
- Corydoras semiaquilus S. H. Weitzman, 1964
- Corydoras septentrionalis Gosline, 1940
- Corydoras serratus Sands, 1995
- Corydoras seussi Dinkelmeyer, 1996
- Corydoras similis Hieronimus, 1991
- Corydoras simulatus S. H. Weitzman & Nijssen, 1970
- Corydoras sipaliwini Hoedeman, 1965
- Corydoras sodalis Nijssen & Isbrücker, 1986
- Corydoras solox Nijssen & Isbrücker, 1983
- Corydoras spectabilis Knaack, 1999
- Corydoras spilurus Norman, 1926
- Corydoras splendens (Castelnau, 1855)
- Corydoras steindachneri Isbrücker & Nijssen, 1973
- Corydoras stenocephalus C. H. Eigenmann & W. R. Allen, 1942
- Corydoras sterbai Knaack, 1962
- Corydoras surinamensis Nijssen, 1970
- Corydoras sychri S. H. Weitzman, 1960
- Corydoras treitlii Steindachner, 1906
- Corydoras trilineatus Cope, 1872
- Corydoras tukano M. R. Britto & F. C. T. Lima, 2003
- Corydoras undulatus Regan, 1912
- Corydoras urucu M. R. Britto, Wosiacki & Montag, 2009
- Corydoras virginiae W. E. Burgess, 1993
- Corydoras vittatus Nijssen, 1971
- Corydoras weitzmani Nijssen, 1971
- Corydoras xinguensis Nijssen, 1972
- Corydoras zawadzkii Tencatt & Ohara, 2016 [16]
- Corydoras zygatus C. H. Eigenmann & W. R. Allen, 1942